# Éloi (Sängerin)

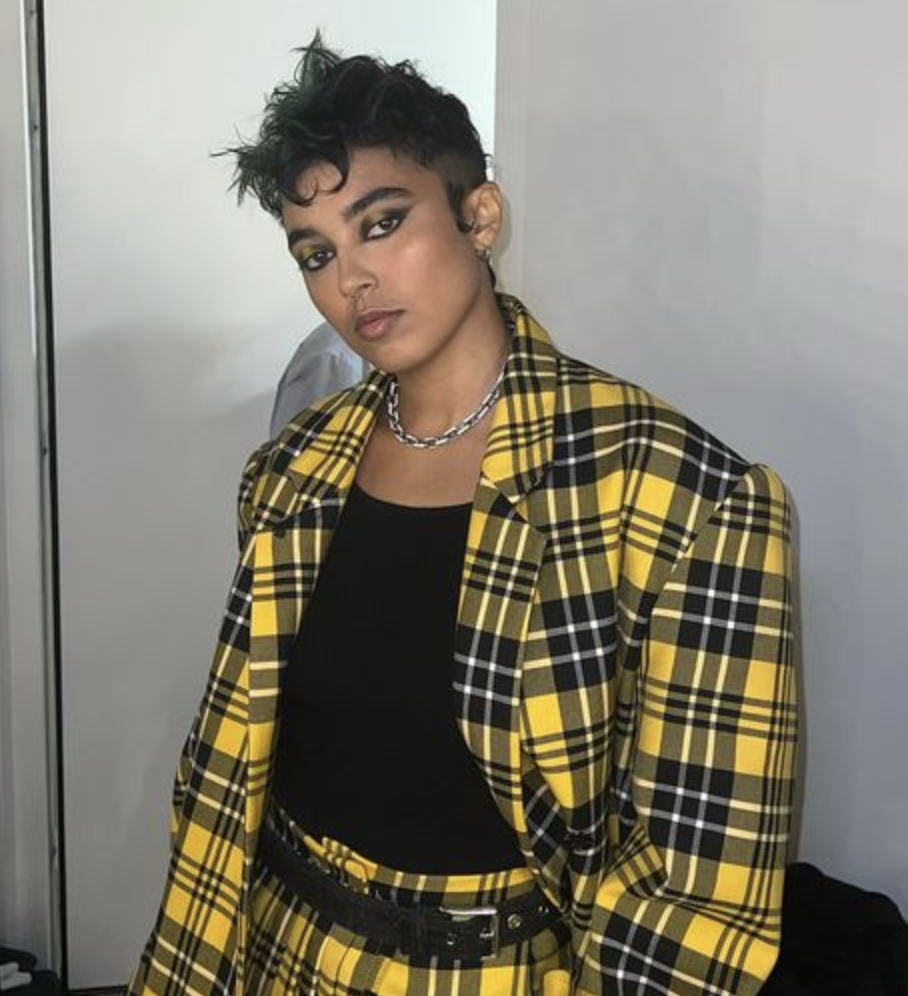
Éloi 2024

ELOI, manchmal auch Éloi geschrieben, mit bürgerlichem Namen Eloïse Leau (* 1998 in Paris), ist eine französische Musikerin und Sängerin-Songwriterin aus Montrouge. Ihre Musik vereint mehrere Genres wie Rock, Techno, Pop und Rap. Obwohl sie manchmal als Post-Pop oder Hyperpop bezeichnet wird, mag sie letzteren Begriff nicht. Sie beschreibt ihren Stil als klar definiert, aber hybrid, inspiriert von Synthpop, Electro Punk und Drum and Bass.

## Biografie

### Kindheit und Anfänge
Éloïse Leau als Tochter des Sänger-Songwriters Jean-Marie Leau (bekannt unter anderem für seine Zusammenarbeit mit Marie Laforêt) und einer Filmproduzentin geboren. In diesem künstlerischen Umfeld aufgewachsen, brachte ihre Familie ihr Claude Nougaro nahe, und sie erhielt zunächst eine klassische Klavierausbildung, wobei sie besonders Claude Debussy und Frédéric Chopin schätzte.
Ihre Jugend war von Rebellion geprägt, mit häufigem Weglaufen und Aufenthalten in Internaten. Sie gab das Klavierspielen auf, begann Skateboard zu fahren und interessierte sich für Rap, ein Genre, für das sie zu schreiben begann. Ihre Einflüsse erweiterten sich, sie hörte Rebeka Warrior aus den Bands Sexy Sushi, Mansfield.TYA und Kompromat, die sie später als einen ihrer Haupteinflüsse bezeichnete. Sie entdeckte neue Genres wie Rock über The Cure, Gabber, elektronische Musik via Odezenne, vor allem aber Rap, und besuchte unter anderem ein Konzert von ASAP Mob. Dort traf sie auf eine Gruppe, der sie sich anschloss und für die sie Texte schrieb. Während sie sich auf Logic Pro fortbildete, gründete sie mit ihrem Freund Léo Peyront ein erstes Duo namens Criskat Palace, das drei Jahre bestand. Zu dieser Zeit veröffentlichte sie auf Soundcloud und sah sich selbst als Nischenkünstlerin.

### Solokarriere seit 2020
Die Dinge beruhigen sich im Jahr 2020, als sie mit Unterstützung ihrer Familie ihr Studium beginnt, zunächst an der École nationale supérieure des arts décoratifs und später an der ESNBA. Sie beginnt mit Solo-Produktionen, die sie auf Soundcloud veröffentlicht, ursprünglich für einen kleinen Kreis gedacht. So entsteht während des Lockdowns ihre erste EP, Acedia. Die Produktion wird als Minimal Wave beschrieben und ist von Rebeka Warrior beeinflusst.
2022 veröffentlicht sie ihr erstes vielbeachtetes Lied, jtm de ouf, eine Neuinterpretation von Je t'aime de ouf von Wejdene. Der Titel wird als emotionaler und weniger überzuckert als das Original bewertet. Kurz darauf erscheint es auf einer EP namens Pyrale, die auch den Titel Soleil Mort enthält, dessen Text gelobt wird.
2023 bringt sie ihr erstes Album Dernier Orage heraus. Darauf arbeitet sie unter anderem mit ihrer Freundin Mia Mongiello (Choribaby) zusammen, die Gesang und Gitarre beisteuert. Die Presse beschreibt das Album als anregend, energisch und hebt sein Tempo hervor, obwohl es auch als weniger provokant als seine Vorgänger gilt. Die Thematik des Übergangs (insbesondere zwischen Jugend und Erwachsenenalter) wird ebenfalls behandelt.

## Diskografie
- 2020: Acedia (Novembre Éternel - Nadsat)
- 2022: Pyrale (Novembre Éternel - Nadsat)
- 2023: Dernier Orage (Novembre Éternel)